# Studio Elle
Studio Elle Co., Ltd. (有限会社スタジオエル Yūgen gaisha Sutajio Eru?), es un estudio de animación japonés. En el caso de muchas obras, se acredita como Studio L.

## Historia
Se estableció como Leo Productions en 1961, cambió su nombre a Studio Elle en 1975 y se constituyó como una sociedad limitada en 1988.
Hasta agosto de 2005, solo se encargaba de finalizar animaciones y de la animación intermedia, pero en septiembre del mismo año, con la absorción del estudio de dibujo "Jec.E", estableció un departamento de dibujo, estableció un sistema para dirigir, dibujar, finalizar y animar por su cuenta, y comenzó a realizar contratos de animación televisiva. En julio de 2012, se estableció el Departamento 3DCG para expandir aún más las capacidades de producción. En septiembre del mismo año, la empresa Anime Spot Co., Ltd. fue absorbida, y todos los miembros del personal fueron transferidos a Elle.
En marzo de 2017, se disolvió el departamento 3DCG. En febrero de 2018, se estableció una división en el extranjero.
La empresa cuenta con su propio edificio (Edificio Elle) en Kamisaginomiya 5-7-4, Nakano, Tokio, donde se ubican todos los departamentos, excepto el de fondos.
Durante el periodo en que la producción comenzó a digitalizarse, hubo obras en las que la compañía fue acreditada como "Studio Elle Digital" o "Studio Elle Digital Department".

## Obras

### Series de televisión
| Año  | Título                                                           | Director         | Fecha de primera transmisión | Fecha de última transmisión | Eps. | Notas                                                                                    | Refs.              |
| ---- | ---------------------------------------------------------------- | ---------------- | ---------------------------- | --------------------------- | ---- | ---------------------------------------------------------------------------------------- | ------------------ |
| 2020 | Gibiate                                                          | Masahiko Komino  | 15 de julio de 2020          | 30 de septiembre de 2020    | 12   | Historia original. Coproducción junto a Lunch Box.                                       | [ 4 ] [ 5 ]        |
| 2023 | Isekai Shōkan wa Nidome Desu                                     | Motoki Nakanishi | 9 de abril de 2023           | 25 de junio de 2023         | 12   | Adaptación de las novelas ligeras escritas por Kazuha Kishimoto e ilustradas por 40hara. | [ 6 ] [ 7 ]        |
| 2024 | Party kara Tsuihō Sareta Sono Chiyushi, Jitsu wa Saikyō ni Tsuki | Keisuke Ōnishi   | 6 de octubre de 2024         | 22 de diciembre de 2024     | 12   | Adaptación de las novelas ligeras escritas por Kagekinoko e ilustradas por Kakao Rantan. | [ 8 ] [ 9 ] [ 10 ] |
| 2025 | Bukiyō na Senpai.                                                | Ayumu Kotake     | Octubre de 2025              | —                           | —    | Adaptación del manga escrito e ilustrado por Makoto Kudo.                                | [ 11 ] [ 12 ]      |

### ONAs
| Año  | Título       | Director      | Fecha de primera transmisión | Fecha de última transmisión | Eps. | Notas                                         | Refs.  |
| ---- | ------------ | ------------- | ---------------------------- | --------------------------- | ---- | --------------------------------------------- | ------ |
| 2022 | Rock'n Oyone | Akira Shigino | 30 de marzo de 2022          | 30 de marzo de 2022         | 1    | Proyecto de desarrollo de jóvenes animadores. | [ 13 ] |